# Triphora duckei
Triphora duckei är en orkidéart som beskrevs av Rudolf Schlechter. Triphora duckei ingår i släktet Triphora och familjen orkidéer. Inga underarter finns listade i Catalogue of Life.